# Liechtensteiner Cup 2021/22
Der Liechtensteiner Cup 2021/22 (offiziell: Aktiv-Cup) war die 77. Austragung des Fussballpokalwettbewerbs der Herren in Liechtenstein. Der Wettbewerb wurde vom 28. September 2021 bis zum 3. Mai 2022 in fünf Runden im K.-o.-System ausgespielt. Aufgrund der abgebrochenen Vorsaison gab es keinen Titelverteidiger. Sieger wurde zum 48. Mal der FC Vaduz.

## Modus
Sämtliche Liechtensteiner Mannschaften, die am Schweizer Ligensystem teilnahmen, wurden auch für den Liechtensteiner Cup gemeldet. Das heisst, dass auch Zweit- und Drittmannschaften mitspielten. Dabei gab es bei der Auslosung der Begegnungen keine Einschränkungen, sodass auch Mannschaften desselben Vereins einander zugelost werden konnten. Die vier höchstklassierten Liechtensteiner Teams stiegen erst im Viertelfinal ein.
Der Liechtensteiner Cup wurde im K.-o.-System ausgetragen. Die Spiele fanden an folgenden Daten statt:
- 1. Vorrunde (28./29. September 2021): 8 Teams, die Sieger waren für die 2. Vorrunde qualifiziert.
- 2. Vorrunde (29. Oktober und 3./4./10. November 2021): 8 Teams, die Sieger waren für die Viertelfinals qualifiziert.
- Viertelfinal (15./16. März 2022): 8 Teams, die Sieger waren für die Halbfinals qualifiziert.
- Halbfinal (13. April 2022): 4 Teams, die Sieger waren für das Endspiel qualifiziert.
- Final (3. Mai 2022)

## Teilnehmende Mannschaften
Folgende 16 Mannschaften wurden für den Wettbewerb gemeldet.
| Challenge League (II) | 1. Liga (IV)                 | 2. Liga (VI)           | 3. Liga (VII)                                            | 4. Liga (VIII)                                                                    | 5. Liga (IX)              |
| --------------------- | ---------------------------- | ---------------------- | -------------------------------------------------------- | --------------------------------------------------------------------------------- | ------------------------- |
| FC Vaduz              | USV Eschen-Mauren FC Balzers | FC Ruggell FC Vaduz II | FC Triesen FC Triesenberg FC Schaan USV Eschen-Mauren II | FC Balzers II FC Ruggell II FC Triesen II FC Triesenberg II USV Eschen-Mauren III | FC Schaan II FC Vaduz III |

## 1. Vorrunde
Die vier Partien der 1. Vorrunde fanden am 28. und 29. September 2021 statt. Neben den vier höchstklassierten Liechtensteiner Teams (FC Vaduz, USV Eschen-Mauren, FC Balzers, FC Ruggell) hatten der FC Triesen, FC Triesenberg, FC Schaan und der FC Vaduz II für diese Runde ein Freilos.
| Datum      |                   | Ergebnis              |                       |
| ---------- | ----------------- | --------------------- | --------------------- |
| 28.09.2021 | FC Vaduz III      | 1:3                   | FC Balzers II         |
| 28.09.2021 | FC Schaan II      | 5:4                   | FC Triesen II         |
| 28.09.2021 | FC Ruggell II     | 2:2 n. V. (7:6 n. E.) | USV Eschen-Mauren II  |
| 29.09.2021 | FC Triesenberg II | 0:1                   | USV Eschen-Mauren III |

## 2. Vorrunde
Die vier Partien der 2. Vorrunde fanden zwischen dem 29. Oktober und dem 10. November 2021 statt. Zu den vier siegreichen Mannschaften der 1. Vorrunde stießen in dieser Runde der FC Triesen, FC Triesenberg, FC Schaan und der FC Vaduz II dazu. Die vier höchstklassierten Liechtensteiner Teams (FC Vaduz, USV Eschen-Mauren, FC Balzers, FC Ruggell) hatten für diese Runde ein Freilos.
| Datum      |                | Ergebnis  |                       |
| ---------- | -------------- | --------- | --------------------- |
| 29.10.2021 | FC Ruggell II  | 2:0 n. V. | USV Eschen-Mauren III |
| 02.11.2021 | FC Schaan II   | 0:6       | FC Triesen            |
| 03.11.2021 | FC Balzers II  | 0:2       | FC Vaduz II           |
| 10.11.2021 | FC Triesenberg | 1:2       | FC Schaan             |

## Viertelfinal
Die vier Partien fanden am 15. und 16. März 2022 statt. Zu den vier siegreichen Mannschaften der 2. Vorrunde stießen in dieser Runde die vier höchstklassierten Liechtensteiner Teams (FC Vaduz, USV Eschen-Mauren, FC Balzers, FC Ruggell) dazu.
| Datum      |               | Ergebnis |                   |
| ---------- | ------------- | -------- | ----------------- |
| 15.03.2022 | FC Triesen    | 2:5      | FC Balzers        |
| 15.03.2022 | FC Ruggell II | 00:12    | FC Vaduz          |
| 15.03.2022 | FC Schaan     | 0:4      | USV Eschen-Mauren |
| 16.03.2022 | FC Vaduz II   | 1:2      | FC Ruggell        |

## Halbfinal
Die beiden Partien fanden am 13. April 2022 statt.
| Datum      |            | Ergebnis  |                   |
| ---------- | ---------- | --------- | ----------------- |
| 13.04.2022 | FC Ruggell | 0:1       | USV Eschen-Mauren |
| 13.04.2022 | FC Balzers | 1:3 n. V. | FC Vaduz          |

## Final
Der Pokalfinal fand am 3. Mai 2022 statt.
| Paarung           | USV Eschen-Mauren – FC Vaduz |
| Ergebnis          | 1:3 (1:1) |
| Datum             | 3. Mai 2022 |
| Stadion           | Rheinpark Stadion, Vaduz |
| Zuschauer         | 585 |
| Schiedsrichter    | Sven Wolfensberger (Bern) |
| Tore              | 0:1 Matteo Di Giusto (7.), 1:1 Marc Kühne (45.), 1:2 Matteo Di Giusto (64.), 1:3 Manuel Sutter (66.) |
| USV Eschen-Mauren | Armando Majer – Stefan Sonderegger, Marc Kühne, Nico Thöni, Marcel Krnjic – Mika Mettler (80. Lukas Graber), Livio Meier (78. Agim Zeqiri), Michael Scherrer, Felipe Dorta (86. Sefa Gaye) – Noah Frommelt (86. Besart Bajrami), Egzon Shabani Cheftrainer: Vito Troisio                                   |
| FC Vaduz          | Benjamin Büchel – Kevin Iodice (46. Anes Omerovic), Yannick Schmid, Cédric Gasser, Nico Hug – Kristijan Dobras, Milan Gajić, Dario Ulrich (73. Joël Ris), Matteo Di Giusto (86. Yago Gomes) – Elvin Ibrisimovic (46. Tunahan Çiçek), Manuel Sutter (73. Dejan Djokic) Cheftrainer: Alessandro Mangiarratti |
| Gelbe Karten      | Marc Kühne, Mika Mettler, Noah Frommelt, Egzon Shabani – Kevin Iodice |